# Lista zawodów w łyżwiarstwie figurowym w roku 2010
Lista zawodów w łyżwiarstwie figurowym w roku 2010, obejmuje ważniejsze zawody, rozegrane zarówno w drugiej połowie sezonu 2009/2010, jak i w pierwszej połowie sezonu 2010/2011. Pojęcie sezonu obejmuje okres od późnego lata do późnej wiosny roku następnego.

## Zawody międzynarodowe

### Sezon 2009/2010
Początek sezonu, na Lista zawodów w łyżwiarstwie figurowym w roku 2009
| Termin         | Miejsce                      | Nazwa                                              | Uwagi            |
| -------------- | ---------------------------- | -------------------------------------------------- | ---------------- |
| 7-10 stycznia  | Toruń, Polska                | Nestle Kangus Cup Junior, Novice, Srebrna, Brązowa | Wyniki           |
| 18-24 stycznia | Tallinn, Estonia             | Mistrzostwa Europy Senior                          | Wyniki Wikipedia |
| 25-31 stycznia | Chŏnju, Korea Południowa     | Mistrzostwa Czterech Kontynentów Senior            | Wyniki           |
| 3-7 lutego     | Courmayeur, Włochy           | Mont Blanc Trophy Senior, Junior                   |                  |
| 4-7 lutego     | Asker, Norwegia              | The Nordics Senior, Junior, Novice                 |                  |
| 4-7 lutego     | Lublana, Słowenia            | Dragon Trophy Junior, Novice                       | Wyniki           |
| 12-28 lutego   | Vancouver, Kanada            | Igrzyska Olimpijskie Senior                        | Wyniki Wikipedia |
| 8-14 marca     | Haga, Holandia               | Mistrzostwa Świata Juniorów Junior                 | Wyniki           |
| 22-28 marca    | Turyn, Włochy                | Mistrzostwa Świata Senior                          | Wyniki Wikipedia |
| 1-3 kwietnia   | Selva di Val Gardena, Włochy | Gardena Spring Trophy Junior, Novice               |                  |
| 1-4 kwietnia   | Jesenice, Słowenia           | Triglav Trophy Senior, Junior, Novice              | Wyniki           |
| 22-24 kwietnia | Zagrzeb, Chorwacja           | Mladost Trophy Junior, Novice                      | odwołano         |
| 23-26 kwietnia | Odincowo, Rosja              | Rostelecom Crystal Skate                           |                  |
| 19-22 maja     | Oberstdorf, Niemcy           | International Adult Competition Adult              |                  |

### Sezon 2010/2011
| Termin                      | Miejsce                    | Nazwa                                                                                   | Uwagi            |
| --------------------------- | -------------------------- | --------------------------------------------------------------------------------------- | ---------------- |
| 4-8 sierpnia                | Dunedin, Nowa Zelandia     | Southern Skate International Senior, Junior, Novice                                     | odwołano         |
| 25-28 sierpnia              | Courchevel, Francja        | ISU Junior Grand Prix, Courchevel Junior                                                | Wyniki           |
| 8-12 września               | Braszów, Rumunia           | ISU Junior Grand Prix, Brasov Junior                                                    | Wyniki           |
| 15-19 września              | Graz, Austria              | ISU Junior Grand Prix, Graz Junior                                                      | Wyniki           |
| 22-26 września              | Karuizawa, Japonia         | ISU Junior Grand Prix, Karuizawa (SBC Cup) Junior                                       | Wyniki           |
| 23-26 września              | Oberstdorf, Niemcy         | Nebelhorn Trophy Senior                                                                 | Wyniki           |
| 29 września- 3 października | Sheffield, Wielka Brytania | ISU Junior Grand Prix, Sheffield (John Curry Memorial) Junior                           | Wyniki           |
| 30 września- 2 października | Bratysława, Słowacja       | Ondrej Nepela Memorial Senior                                                           | Wyniki           |
| 2-3 października            | Saitama, Japonia           | Japan Open Senior, drużynowe                                                            |                  |
| 6-10 października           | Drezno, Niemcy             | ISU Junior Grand Prix, Dresden (Pokal der Blauen Schwerter) Junior                      | Wyniki           |
| 8-10 października           | Vantaa, Finlandia          | Finlandia Trophy Senior                                                                 | Wyniki           |
| 13-17 października          | Ostrawa, Czechy            | ISU Junior Grand Prix, Ostrava (Czech Skate) Junior                                     | Wyniki           |
| 13-17 października          | Nicea, Francja             | Coupe de Nice Senior, Junior, Novice                                                    | Wyniki           |
| 19-24 października          | Trnava, Słowacja           | Tirnavia Ice Cup Junior, Novice                                                         |                  |
| 22-24 października          | Nagoja, Japonia            | ISU Grand Prix – NHK Trophy Senior                                                      | Wyniki           |
| 29-31 października          | Kingston, Kanada           | ISU Grand Prix – Skate Canada Senior                                                    | Wyniki           |
| 4-7 listopada               | Celje, Słowenia            | Skate Celje (European Criterium, 1st event) Junior, Novice, Debs, Springs, Cubs, Chicks | Wyniki           |
| 5-7 listopada               | Pekin, Chiny               | ISU Grand Prix – Cup of China Senior                                                    | Wyniki           |
| 5-7 listopada               | Dortmund, Niemcy           | NRW Trophy Senior, Junior, Novice (tylko tańce)                                         | Wyniki           |
| 9-14 listopada              | Graz, Austria              | Ice Challenge Senior, Junior, Novice                                                    |                  |
| 12-14 listopada             | Portland, USA              | ISU Grand Prix – Skate America Senior                                                   | Wyniki           |
| 18-21 listopada             | Galați, Rumunia            | Crystal Skate Senior                                                                    |                  |
| 18-21 listopada             | Warszawa, Polska           | Warsaw Cup Senior, Junior, Novice                                                       | Wyniki           |
| 19-21 listopada             | Moskwa, Rosja              | ISU Grand Prix – Rostelecom Cup Senior                                                  | Wyniki           |
| 19-21 listopada             | Lyon, Francja              | Trophy of Lyon Senior, Junior                                                           | Wyniki           |
| 19-21 listopada             | Merano, Włochy             | Merano Cup Senior, Junior                                                               |                  |
| 19-21 listopada             | Ołomuniec, Czechy          | Pavel Roman Memorial Senior, Junior, Novice                                             |                  |
| 25-27 listopada             | Zagrzeb, Chorwacja         | Golden Bear Junior, Novice                                                              | odwołano         |
| 26-28 listopada             | Paryż, Francja             | ISU Grand Prix – Trophée Eric Bompard Senior                                            | Wyniki           |
| 1-4 grudnia                 | Budapeszt, Węgry           | Santa Claus Cup Junior, Novice                                                          | Wyniki           |
| 2-5 grudnia                 | Dortmund, Niemcy           | NRW Trophy Senior, Junior, Novice                                                       | Wyniki           |
| 9-12 grudnia                | Pekin, Chiny               | ISU Junior Grand Prix Finale Junior                                                     | Wyniki           |
| 9-12 grudnia                | Pekin, Chiny               | ISU Grand Prix Finale Senior                                                            | Wyniki Wikipedia |
| 9-11 grudnia                | Zagrzeb, Chorwacja         | Golden Spin of Zagreb Senior                                                            | Wyniki           |
| 10-12 grudnia               | Gdańsk, Polska             | Baltic Cup Junior, Novice                                                               | Wynik            |

Ciąg dalszy sezonu, na Lista zawodów w łyżwiarstwie figurowym w roku 2011

## Zawody krajowe

### Sezon 2009/2010
Początek sezonu, na Lista zawodów w łyżwiarstwie figurowym w roku 2009
| Termin         | Miejsce  | Nazwa                                                                                    | Uwagi  |
| -------------- | -------- | ---------------------------------------------------------------------------------------- | ------ |
| 23-24 stycznia | Gdańsk   | Międzywojewódzkie Mistrzostwa Młodzików Junior, Novice, Złota, Srebrna, Brązowa, Wstępna | Wyniki |
| 5-7 lutego     | Opole    | Mistrzostwa Polski Juniorów Junior, Novice Puchar Polski Młodzików Złota, Srebrna        | Wyniki |
| 18-21 lutego   | Świdnica | Ogólnopolska Olimpiada Młodzieży Junior Młodszy A, Junior Młodszy B                      | Wyniki |
| 4-6 marca      | Łódź     | Puchar Łodzi Junior, Novice, Srebrna, Brązowa, Wstępna, Adults                           | Wyniki |
| 20 marca       | Opole    | Opolska Łyżwa Brązowa, Wstępna                                                           | Wyniki |
| 9-10 kwietnia  | Elbląg   | Puchar Polski Młodzików Brązowa, Wstępna                                                 | Wyniki |
| 19 kwietnia    | Kraków   | Puchar Miasta Krakowa Srebrna, Wstępna                                                   | Wyniki |
| 20 kwietnia    | Warszawa | Puchar Prezesa PZŁF (Zawody w Skokach) Senior, Junior, Novice                            | Wyniki |
| 1-3 maja       | Warszawa | Mini Europa Srebrna, Brązowa                                                             | Wyniki |

### Sezon 2010/2011
| Termin             | Miejsce          | Nazwa | Uwagi            |
| ------------------ | ---------------- | --- | ---------------- |
| 22-24 października | Katowice         | Diamentowy Spin Senior, Junior, Złota, Srebrna | Wyniki           |
| 28-29 października | Warszawa         | Warszawska Olimpiada Młodzieży Junior Młodszy A, Junior Młodszy B, Srebrna, Brązowa                                                                                     | Wyniki           |
| 6-7 listopada      | Opole            | Międzywojewódzkie Mistrzostwa Młodzików / I Eliminacje do Pucharu Polski Młodzików – Południe / Puchar Prezydenta Miasta Opola Novice, Złota, Srebrna, Brązowa, Wstępna | Wyniki           |
| 11-13 listopada    | Łódź             | Międzywojewódzkie Mistrzostwa Młodzików / I Eliminacje do Pucharu Polski Młodzików – Północ Złota, Srebrna, Brązowa, Wstępna Puchar Łodzi Amatorów Adults               | Wyniki           |
| 20 listopada       | Warszawa         | Puchar Walleya Adults | Wyniki           |
| 26-28 listopada    | Oświęcim         | Eliminacje do Ogólnopolskiej Olimpiady Młodzieży Junior Młodszy A, Junior Młodszy B                                                                                     | Wyniki           |
| 3-5 grudnia        | Łódź             | Zawody Mikołajkowe Senior, Junior, Novice, Złota, Srebrna, Brązowa, Adults                                                                                              | Wyniki           |
| 10 grudnia         | Warszawa         | Warszawski Piruet | odwołane         |
| 11-12 grudnia      | Oświęcim         | II Eliminacje do Pucharu Polski Młodzików – Południe | Wyniki           |
| 17-19 grudnia      | Žilina, Słowacja | Mistrzostwa Trzech Państw / Mistrzostwa Polski Seniorów Senior | Wyniki Wikipedia |

Ciąg dalszy sezonu, na Lista zawodów w łyżwiarstwie figurowym w roku 2011